# 愛子盆地

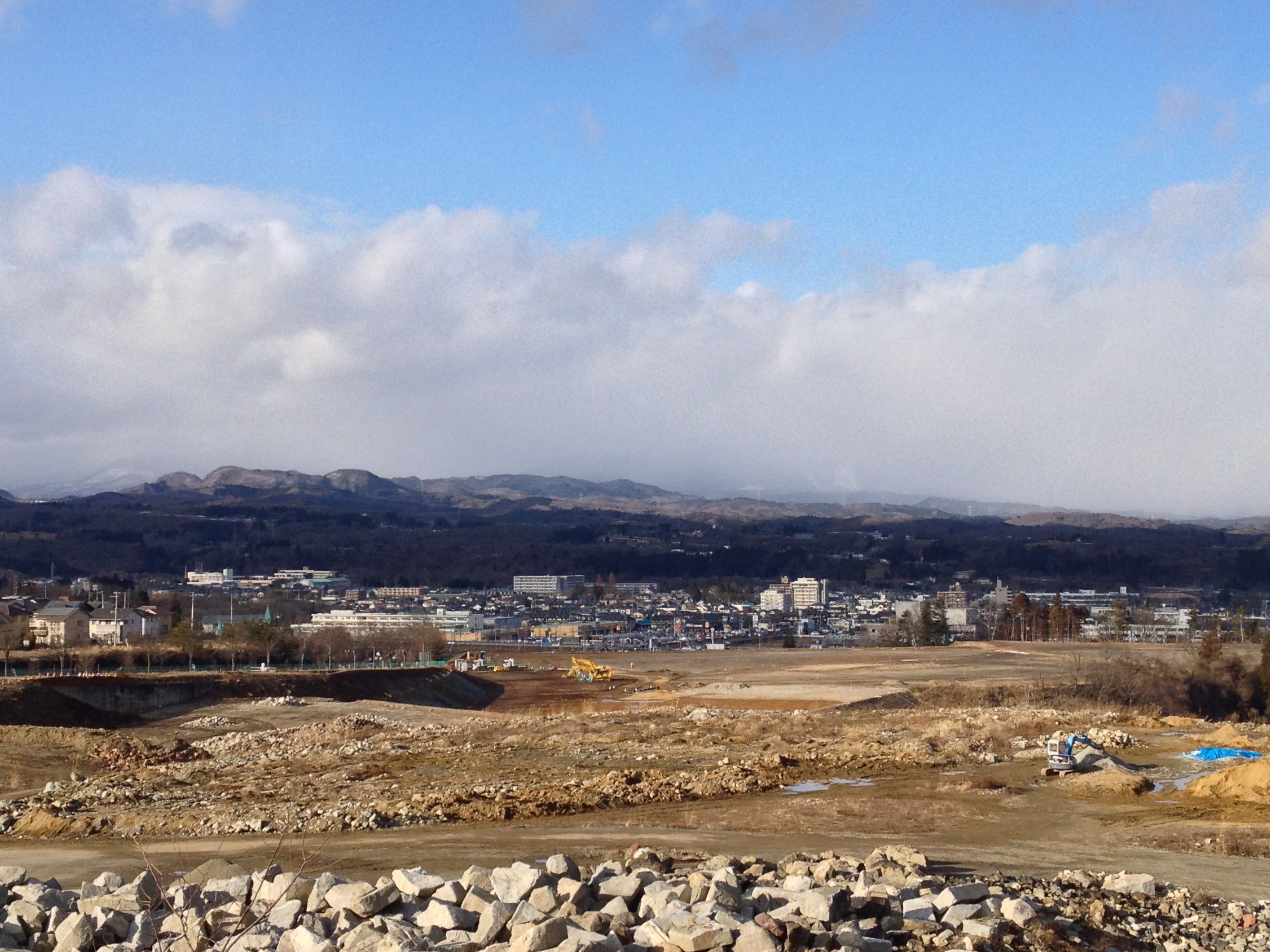
愛子遠景（2014年1月）

愛子盆地（あやしぼんち）は、宮城県仙台市青葉区、仙台市都心部から青葉山を越えた西側にある盆地である。大部分は広瀬川中流の河岸段丘で、東西約10キロメートル、南北約5キロメートルに広がる。
旧宮城町の中心部があり、都心部とは国道48号（仙台西道路あるいは旧道）やJR仙山線などでつながる。

## 位置と範囲
奥羽山脈に発する広瀬川は、中流部で両岸に河岸段丘を作りながら東へ流れ下る。その途中、丘陵に両岸を狭められる箇所があり、そのうちの二つにはさまれて区切られたのが愛子盆地である。東西約10キロメートル、南北は広いところで4キロメートル程度。広瀬川による段丘面の北東には、それより一段低く芋沢川が隣り合わせで幅500メートルほどの谷を開いている。そこまで含めれば南北は広いところで約5キロメートルになる。
北の左岸が芋沢地区、南の右岸が愛子にあたる。盆地の西端付近で北から大倉川が合流しており、その西は熊ヶ根地区である。西の端は熊ヶ根地区と作並地区の間を区切る鳳鳴四十八滝あたり、東の端は青葉山と権現森が作る峡谷で区切られる。東側には折立地区の丘陵を挟んで小規模な郷六盆地がある。
盆地の南側の西半分は、約350メートルで高さをそろえた七ツ森が塞ぐ。その東に続くのは蕃山で、やはり300メートル台の山塊である。北側の丘陵地は西では約300メートルだが、東にいくにつれて低くなり最終的に130メートルくらいになる。ただし、北岸で東を塞ぐ権現森は300メートル前後ある。

## 愛子盆地の段丘

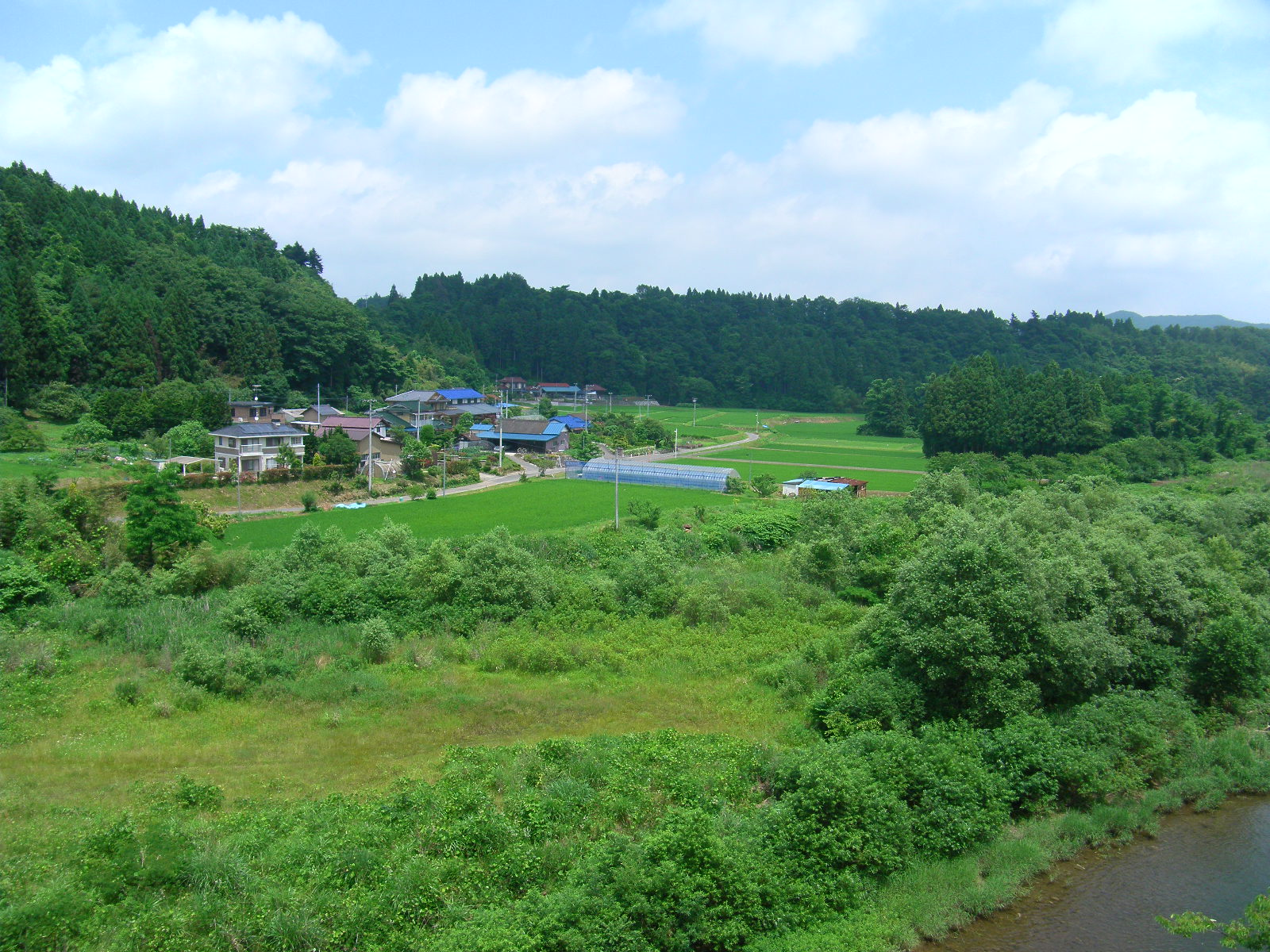
本郷。林は本文中2番目の段丘の斜面を覆って縁取るもので、その段丘上は水田である。比高は約50メートル。川は広瀬川（2010年7月）

芋沢では4段の段丘が良く発達しており、芋沢川の支流によって東西方向の谷が刻まれている。もっとも古く高いのは、高野原や赤坂がある段丘で、北西で標高約270メートル、東になだらかに傾斜して約140メートルになる。
数十メートルの段丘崖で南と西に隣り合わせるのが、大竹原、中山、青野木がある段丘で、北西で約240メートル、東では約100メートルになる。この層の下には埋没谷らしき厚い堆積があり、段丘形成の前（約5万年前）にはここに広瀬川が河谷を刻んでいたかと思われる。
さらに南西、大倉川左岸に沿った苦地に、すぐ上で記した段丘の南と西に隣り合わせて、標高200メートルから170メートルの段丘がある。
最も低いのは、そこから数メートルの段丘崖で下がり、大倉・広瀬両川の合流点から川下1キロメートルほどを占めるのみの狭い段丘である。
芋沢の最低位の段丘は、対岸の愛子の段丘の全部に相当する。愛子の段丘面はこの一つだけで、斉勝川が西から東に流れるものの、刻む谷はめだたない。つまり、愛子盆地は広瀬川をはさんで北側が高く、古く、起伏に富み、南側が低く、新しく、平坦な地形である。
段丘の形成時期については、高いほうから9万年前、5万年前、2万6千年前、1万9千年前とする推測がある。仙台市中心部の広瀬川段丘にあてはめると、台原段丘は1番目、仙台上町段丘は3番目、中町段丘は4番目の段丘に相当するという。